# Florida Legislature

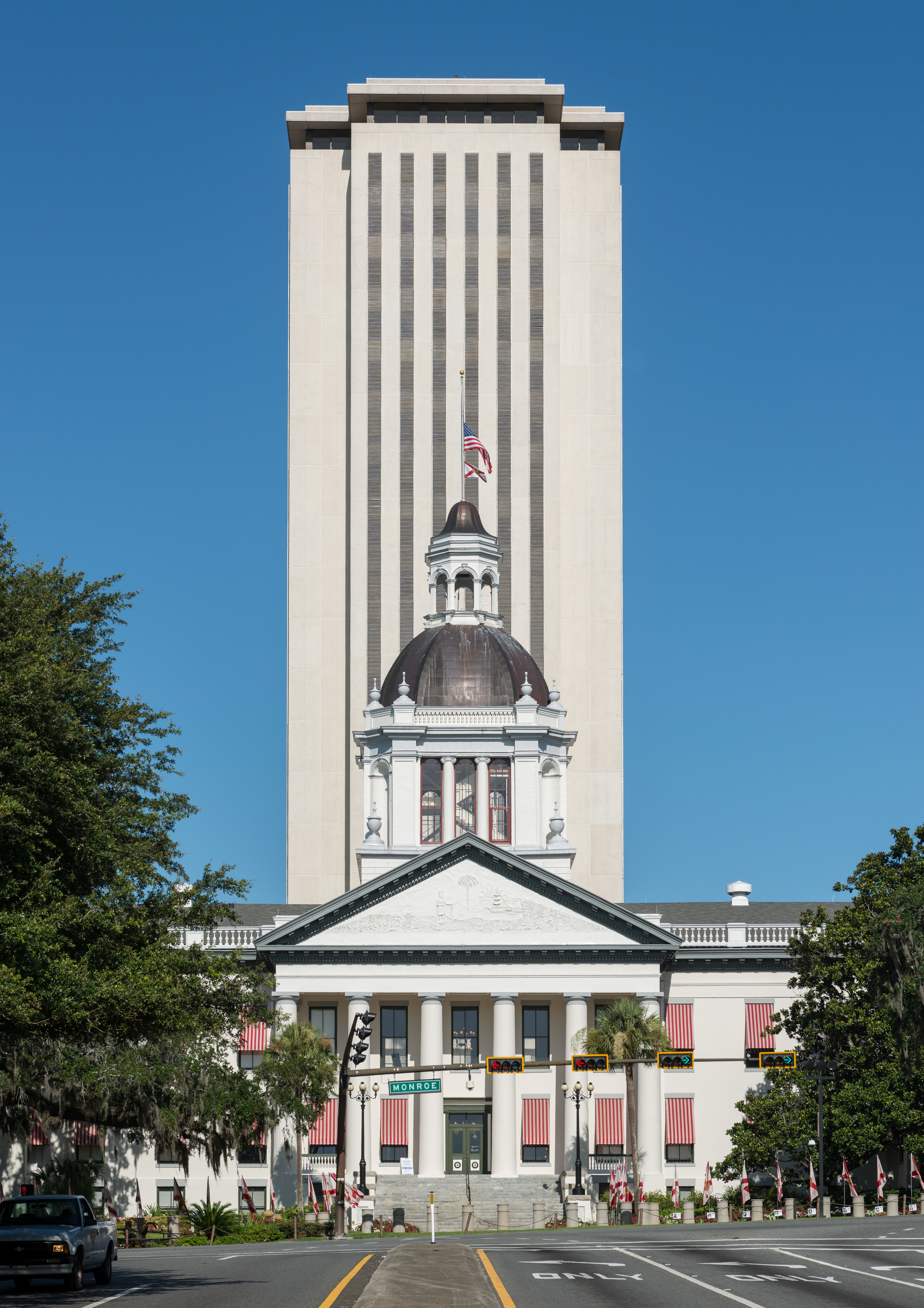
Die Legislature tagt im Florida State Capitol

Die Florida Legislature ist die State Legislature und damit die Legislative des US-Bundesstaats Florida und wurde durch die Verfassung des Florida-Territoriums 1838 geschaffen. Sie besteht aus dem Repräsentantenhaus von Florida, das als Unterhaus fungiert, sowie dem Senat von Florida als Oberhaus. Die Legislature tagt im Florida State Capitol in Tallahassee, das auch Sitz des Gouverneurs und seines Stellvertreters ist.
Das Repräsentantenhaus besteht aus 120 Mitgliedern, der Senat aus 40. Das Repräsentantenhaus wird für zwei Jahre gewählt. Die Amtszeit der Senatoren beträgt vier Jahre, jeweils die Hälfte des Senats wird gleichzeitig mit dem Repräsentantenhaus gewählt. Der Wahltag fällt mit dem des Bundeskongresses zusammen.
Wählbar sind US-Bürger, die seit mindestens zwei Jahren in Florida leben und im Wählerregister eingetragen sind. Das Mindestalter beträgt 21 Jahre für beide Häuser.
Die National Conference of State Legislatures (NCSL) ordnet die Florida Legislature als „hybrid“ zwischen einem Vollzeit- und einem Teilzeitparlament ein. Mit einer Vergütung von 29.697 USD pro Jahr und 152 USD pro Sitzungstag (2020) liegen die Abgeordneten im Mittelfeld der Staatsparlamentarier.